# Saison 1927-1928 de la LNH
Saison précédente Saison suivante
La saison 1927-1928 est la onzième saison de la Ligue nationale de hockey. Les dix équipes ont joué 44 matchs chacune et la saison voit, pour la première fois de son histoire, la victoire en Coupe Stanley d'une équipe Américaine : les Rangers de New York.
Cette saison voit le retour du Trophée O'Brien anciennement donné pour le vainqueur du championnat et remplacé par le Trophée Prince de Galles. Le nouveau trophée O'Brien récompense le vainqueur de la division Canadienne tandis que le Trophée du Prince de Galles récompense celui de la division Américaine.

## Saison régulière
Les Sénateurs d'Ottawa qui sont alors la franchise au plus petit budget sont en difficulté face aux nouvelles franchises américaines. Ils sont obligés de vendre leur ailier droit vedette Hooley Smith aux Maroons de Montréal en échange de Punch Broadbent et de 22 500 dollars puis leur défenseur Ed Gorman aux Maple Leafs de Toronto. Une partie des soucis financiers de l'équipe est dû aux spectateurs qui ne se déplacent, pour certains, que pour les matchs contre les équipes canadiennes[réf. nécessaire].
Howie Morenz domine le classement des buteurs et remporte trophée Hart.
Malgré les soucis financiers d'Ottawa, leur gardien de but Alex Connell, réalise une performance inégalée de six matchs consécutifs sans accorder le moindre but ; il reste invaincu pendant 460 minutes et 59 secondes.

### Classements finaux
Les trois premières équipes de chaque division sont qualifiées pour les séries éliminatoires. Les premiers de chaque division sont directement qualifiés pour les demi-finales alors que les quatre autres équipes jouent un quart de finale. 
| Clt   | Équipe                 | PJ | V  | D  | N  | BP  | BC  | Pts |
| ----- | ---------------------- | -- | -- | -- | -- | --- | --- | --- |
| +001, | Canadiens de Montréal  | 44 | 26 | 11 | 7  | 116 | 48  | 59  |
| +002, | Maroons de Montréal    | 44 | 24 | 14 | 6  | 96  | 77  | 54  |
| +003, | Sénateurs d'Ottawa     | 44 | 20 | 14 | 10 | 78  | 57  | 50  |
| +004, | Maple Leafs de Toronto | 44 | 18 | 18 | 8  | 89  | 88  | 44  |
| +005, | Americans de New York  | 44 | 11 | 27 | 6  | 63  | 128 | 28  |

| Clt   | Équipe                 | PJ | V  | D  | N  | BP | BC  | Pts |
| ----- | ---------------------- | -- | -- | -- | -- | -- | --- | --- |
| +001, | Bruins de Boston       | 44 | 20 | 13 | 11 | 77 | 70  | 51  |
| +002, | Rangers de New York    | 44 | 19 | 16 | 9  | 94 | 79  | 47  |
| +003, | Pirates de Pittsburgh  | 44 | 19 | 17 | 8  | 67 | 76  | 46  |
| +004, | Cougars de Détroit     | 44 | 19 | 19 | 6  | 88 | 79  | 44  |
| +005, | Black Hawks de Chicago | 44 | 7  | 34 | 3  | 68 | 134 | 17  |

- Vainqueur du Trophée O'Brien
- Vainqueur du Trophée Prince de Galles
- Qualifié pour les quarts de finale des séries éliminatoires

### Meilleurs pointeurs
| Joueur         | Équipe                | PJ | B  | A  | Pts |
| -------------- | --------------------- | -- | -- | -- | --- |
| Howie Morenz   | Canadiens de Montréal | 43 | 33 | 18 | 51  |
| Aurèle Joliat  | Canadiens de Montréal | 44 | 28 | 11 | 39  |
| Frank Boucher  | Rangers de New York   | 44 | 23 | 12 | 35  |
| George Hay     | Détroit               | 42 | 22 | 13 | 35  |
| Nels Stewart   | Maroons de Montréal   | 41 | 27 | 7  | 34  |
| Art Gagne      | Canadiens de Montréal | 44 | 20 | 10 | 30  |
| Bun Cook       | Rangers de New York   | 44 | 14 | 14 | 28  |
| Bill Carson    | Toronto               | 32 | 20 | 6  | 26  |
| Frank Finnigan | Ottawa                | 38 | 20 | 5  | 25  |
| Bill Cook      | Rangers de New York   | 43 | 18 | 6  | 24  |
| Duke Keats     | Détroit / Chicago     | 38 | 14 | 10 | 24  |

## Séries éliminatoires

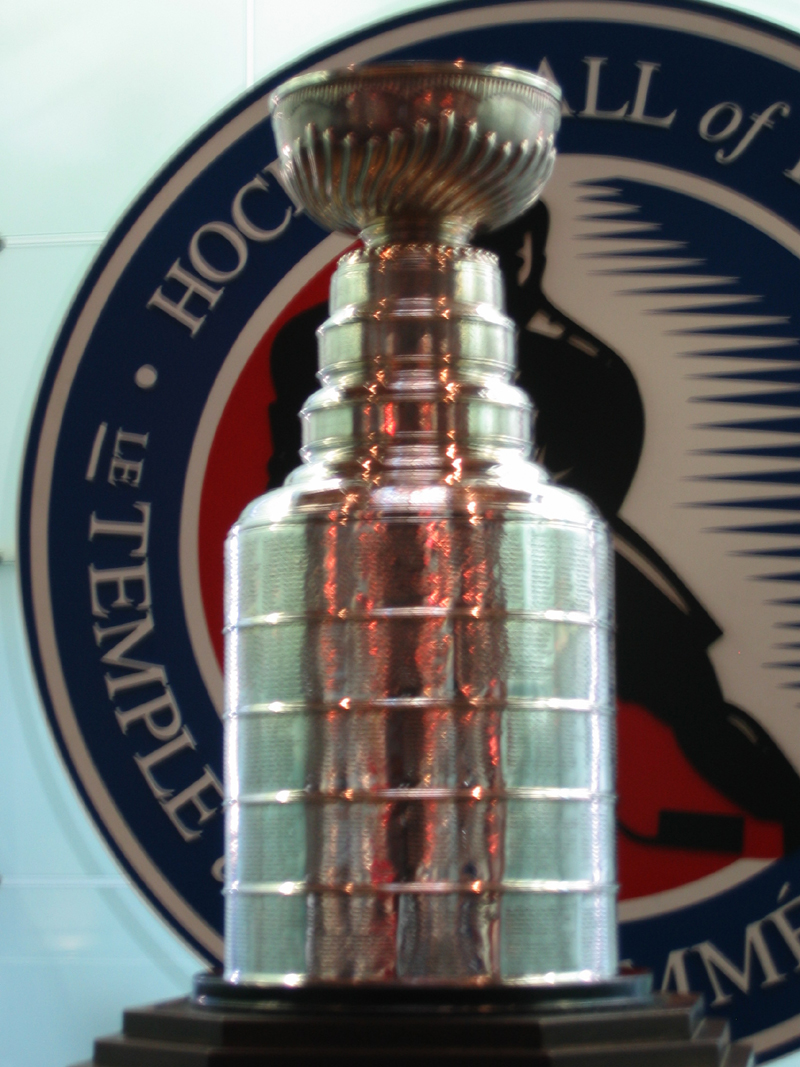
La Coupe Stanley

- Dans la division Canadienne, les Maroons de Montréal battent les Sénateurs d'Ottawa et affrontent les vainqueurs de leur division, les Canadiens de Montréal. Le but qui permet aux Maroons d'accéder à la finale est inscrit pendant les prolongations.
- Dans la division Américaine, les Rangers de New York battent les Pirates de Pittsburgh puis les Bruins de Boston pour accéder à la finale de la Coupe Stanley.
- Tous les matchs de la finale ont lieu à Montréal en raison de représentations du cirque au Madison Square Garden, patinoire des Rangers.
  - Le premier match est remporté par les Maroons sur le score de 2 à 0 avec en vedette Nels Stewart et le gardien de but Clint Benedict.
  - Au cours du second match, un drame se produit : Nels Stewart effectue un tir au but qui se dirigé directement dans l'œil du gardien des Rangers Lorne Chabot et l'empêche de finir la partie. L'entraîneur des Maroons (Eddie Gerard) n'accepte aucun des deux gardiens proposés pour le remplacer (Alex Connell et Hugh McCormick). Lester Patrick, entraîneur des Rangers, décide alors d'assurer lui-même le rôle de gardien de but de son équipe. Les défenseurs des Rangers installent une zone de sécurité autour de leur entraîneur. Les Rangers prennent les devants par Bill Cook mais Nels Stewart inscrit un but et oblige le match à aller en prolongations. Frank Boucher, des Rangers, inscrit le but de la victoire et Lester Patrick est alors porté triomphe par ses équipiers du soir. Pour la suite de la série, Joe Miller, gardien des Americans de New York, est autorisé à prendre la place de Chabot dans les buts.
  - Au cours du 3e match, les Rangers perdent 2-0 malgré un bon match de Miller.
  - Franck Boucher est la vedette des deux autres matchs et permet aux Rangers de gagner la Coupe Stanley. Au cours du dernier match, Miller est coupé sur un tir mais peut continuer à jouer.

## Honneurs remis aux joueurs et aux équipes
| Trophée           | Joueur            | Équipe                |
| ----------------- | ----------------- | --------------------- |
| Trophée Hart      | Howie Morenz      | Canadiens de Montréal |
| Trophée Lady Byng | Frank Boucher     | Rangers de New York   |
| Trophée Vézina    | George Hainsworth | Canadiens de Montréal |

| Trophée                  | Équipe                |
| ------------------------ | --------------------- |
| Trophée Prince de Galles | Bruins de Boston      |
| Trophée O'Brien          | Canadiens de Montréal |
| Coupe Stanley            | Rangers de New York   |